# 傅作恭

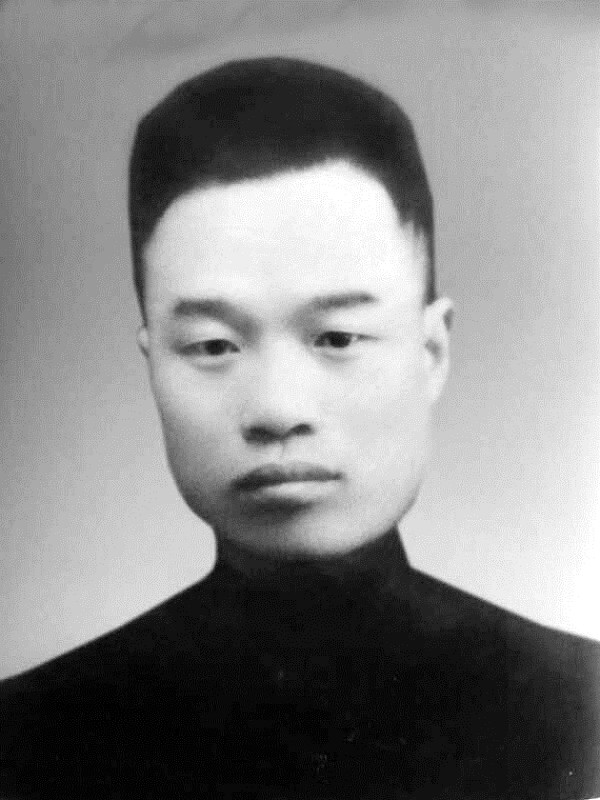
傅作恭

傅作恭（1920年5月3日—1960年），生于山西省荣河县安昌村，中国著名政治军事人物傅作义的堂弟。

## 早年经历
1920年5月3日（农历三月十五日），傅作恭生于山西省荣河县安昌村。他祖父傅文鼎育有两子，傅庆泰和傅庆雨，两兄弟一共有十个儿子，依次按仁、义、礼、智、信、温、良、恭、谦、让为他们取名，其中傅作仁、傅作义和傅作良为傅庆泰之子，包括傅作恭在内的其余七个为傅庆雨之子。十兄弟中老二傅作义后来成为中国近现代史上一名重要的政治军事人物。
傅作恭成年后考入南京金陵大学园艺专业就读。抗战时期，金陵大学因南京而迁往四川成都办学，傅作恭随之到成都就读。毕业后便到时任抗日战争第十二战区司令長官的二哥傅作义下辖的绥远省工作，先后担任绥远陕坝农场场长和奋斗小学校长，其中奋斗小学为傅作义创办。
1950年8月，傅作恭从绥远到北京探望傅作义时，恰好遇见时任甘肃省政府主席的邓宝珊。受邓宝珊邀请到甘肃工作，后任甘肃省林业厅造林科科长，曾主持开展了多项甘肃省的植树造林工作和兰州市的绿化工作。

## 命丧夹边沟
1957年的反右运动和1959年的反右倾运动相继爆发，傅作恭被甘肃省林业部门划为右派分子，随后被送到酒泉市的夹边沟农场进行劳动教养。由于恰逢三年大饥荒，夹边沟农场关押劳教人员远超农场可自给自足的数量，当时农场管教和上级部门又按照“右派就是反动派”的逻辑未给农场提供充足的粮食，致使在夹边沟农场的部分劳动教养人员因饥饿等原因死亡。
傅作恭写信向傅作义反映了夹边沟农场的问题和个人的生活困难。收到信后，傅作义让警卫秘书给傅作恭寄钱，并向中国共产党党中央反映了甘肃夹边沟农场的问题。中共党中央派出中纪委委员、中央监察委员会副主任钱瑛为组长、公安部副部长王昭为副组长的中央检察团，赴甘肃夹边沟等地进行实地调查，并及时将调查情况上报中央、通报给中共中央西北局。但当中央检察团来到夹边沟农场实地调查时，傅作恭已经在饥饿和疾病中不幸离世。

## 传言
2000年出版的纪实性小说《夹边沟纪事》中曾提到傅作恭，但称其为美国哥伦比亚大学毕业的水利工程学博士，1949年后被堂哥傅作义写信从美国劝回国内，与事实并不相符。